# Георгия Бацара
Георгия Николау Бацара (на гръцки: Γεωργία Νικολάου Μπατσαρά) е гръцка политичка от Нова демокрация.

## Биография
Георгия Бацара е родена на 6 ноември 1955 година в берското село Полидендро (Куково), Гърция. Завършва математика в Солунския университет. Пенсионира се като гимназиална учителка по математика. Заместник-номарх е на ном Иматия в 2009 година. Избрана е от Иматия за депутат от Нова демокрация на изборите на 17 юни 2012 година.